# Diorama (Band)
Diorama ist ein deutsches Musikprojekt mit überwiegend englischen Texten. Das musikalische Spektrum reicht von balladesken Klavierstücken bis hin zu Electro-Pop.

## Geschichte
Diorama wurde 1996 von Torben Wendt gegründet, der eine 13-jährige klassische Klavierausbildung absolviert hat und dessen weiterer musikalischer Hintergrund zudem in Punk und Trance lag.

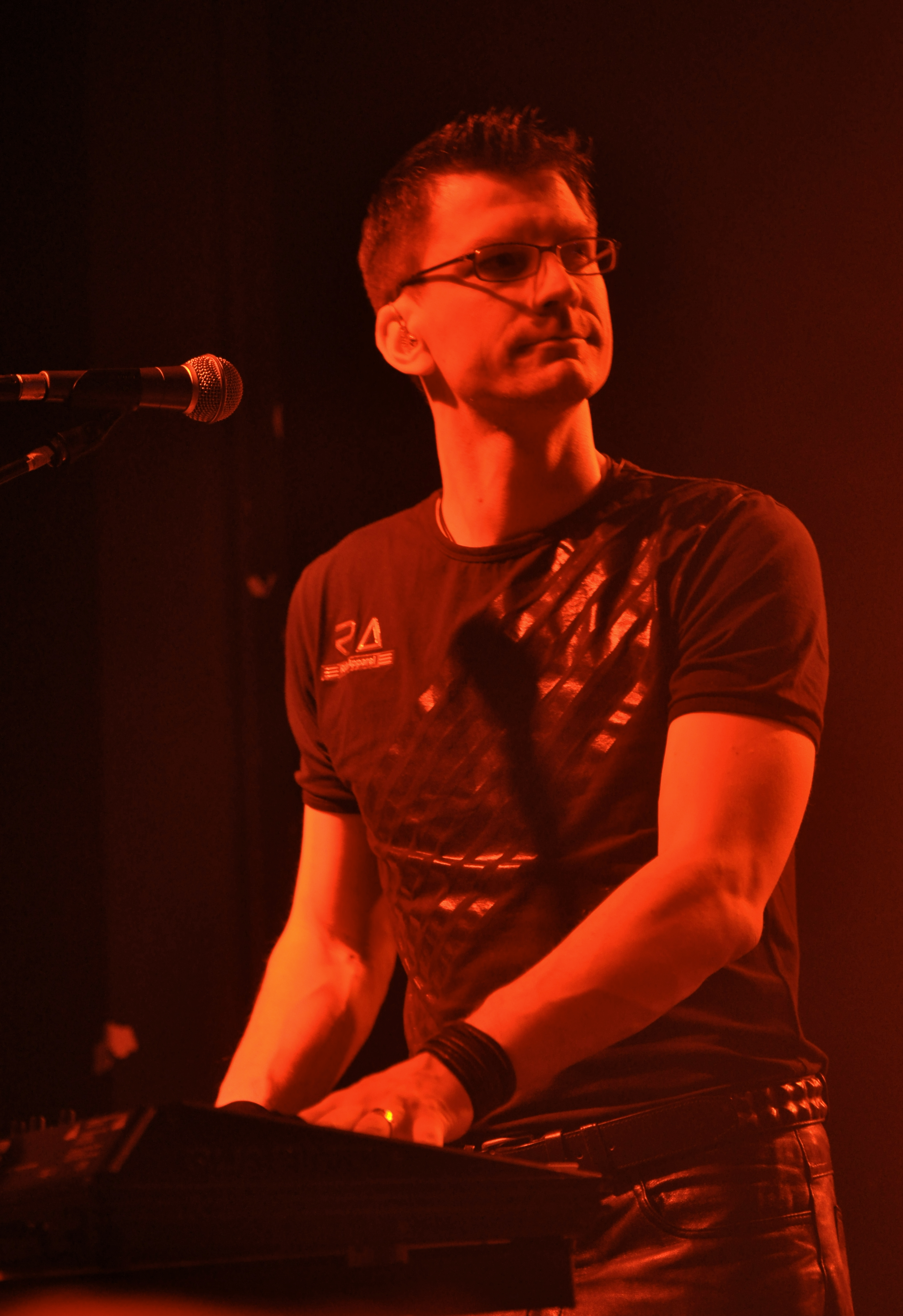
Felix Marc am Keyboard beim E-tropolis Festival 2013, Berlin

Nach Veröffentlichung der Demoaufnahme Leaving Hollywood bekundete das Label Accession Records Interesse und Adrian Hates (Diary of Dreams), konnte als Produzent für das Debütalbum Pale gewonnen werden, das 1999 veröffentlicht wurde. 2000 ging Diorama als Vorgruppe von Diary of Dreams auf Tour und Wendt beschränkte sich darauf, die Stücke ausschließlich am Klavier zu begleiten. Im darauffolgenden Jahr wurde das Album her liquid arms veröffentlicht, welches sich durch die elektronische Ausrichtung deutlich vom ersten Album unterschied. Das Album erreichte die Top Ten der Deutschen Alternative Charts; Felix Marc stieß als Co-Produzent und Sänger zur Band.
Als erste Zusammenarbeit mit dem Bassisten Bernhard le Sigue entstand 2002 das Album the art of creating confusing spirits. Am Jahresende ging die Band erneut mit Diary of Dreams auf Deutschland- und Europa-Tournee. 2003 stieß mit Sascha Judt („Sash Fiddler“), der in früheren Zeiten mit Bernard le Sigue gearbeitet hatte, ein viertes Mitglied zur Band.
Im April 2005 veröffentlichten Diorama das vierte Album amaroid und wenige Monate später repale, eine Compilation diverser Remixe aus früheren Alben als auch bis dato unveröffentlichten Lieder. Im Oktober 2006 gab die Band den Ausstieg von Bernard le Sigue bekannt; Gründe wurden nicht genannt.
Nach einigen Remixarbeiten, z. B. für daVOS (What I prefer) oder Frozen Plasma (Hypocrite), einem Samplerbeitrag zum Accession Records – Sampler Vol. 3 (The pulse of life) sowie einer Zusammenarbeit mit 'Painbastard (Torn), veröffentlichte die Band 2007 das Album a different life. Es folgten die Alben Cubed (2010), Even the Devil Doesn't Care (2013) und Zero Soldier Army (2016). Im selben Jahr feierte die Band ihr 20-jähriges Jubiläum.
In den 20 Jahren Bandgeschichte spielte Diorama über 200 Live-Konzerte in über 20 Ländern.

## Diskografie

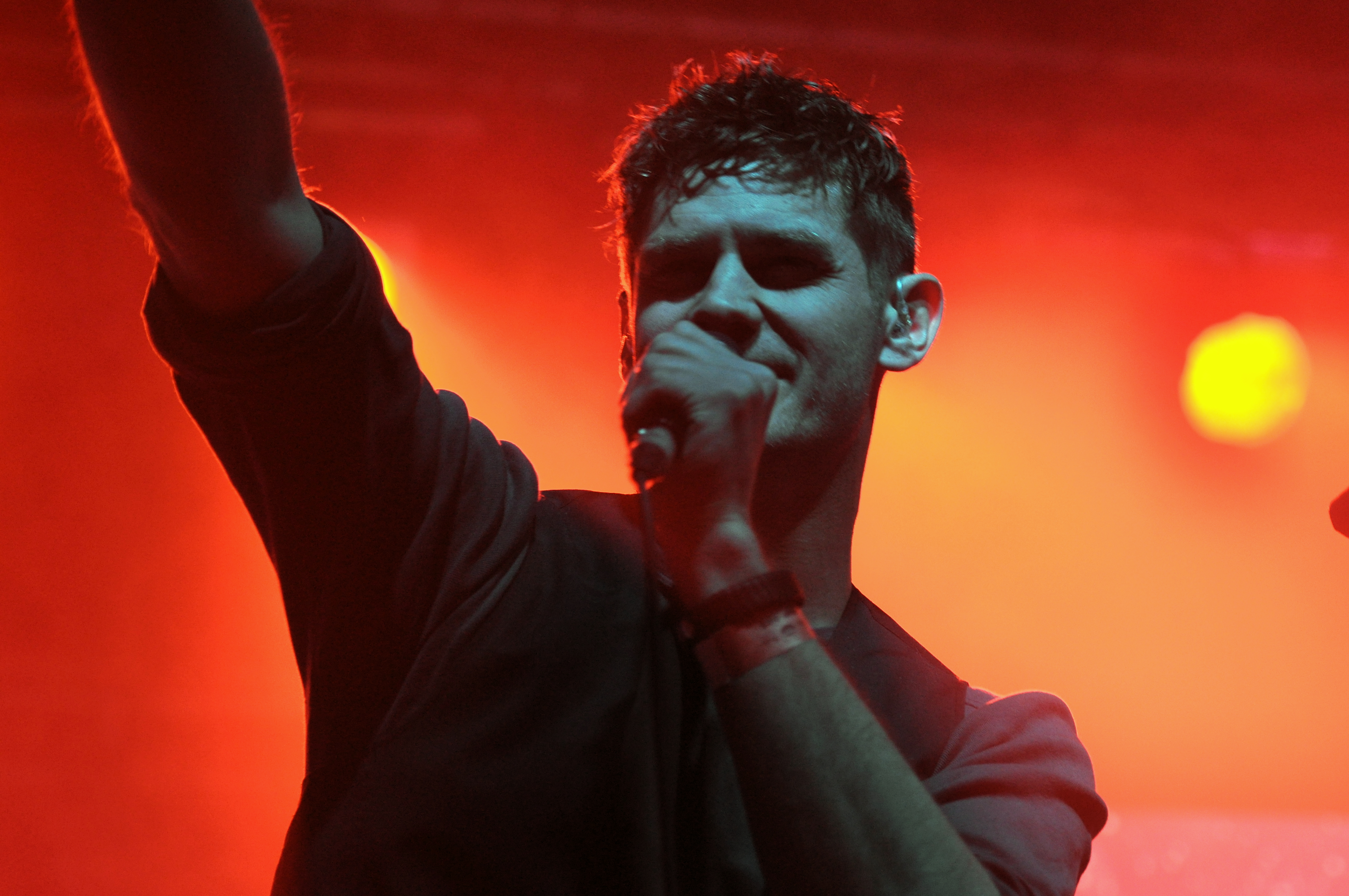
Torben Wendt beim E-tropolis Festival 2013, Berlin

### Alben
- 1999: Pale
- 2001: Her Liquid Arms
- 2002: The Art of Creating Confusing Spirits
- 2005: Amaroid
- 2005: Repale
- 2005: Pale (Re-Release)
- 2007: A Different Life
- 2010: Cubed (White Edition)
- 2010: Cubed (Black Edition)
- 2013: Even the Devil Doesn't Care
- 2016: Zero Soldier Army
- 2020: Tiny Missing Fragments
- 2022: Fast Advance Fast Reverse

### Maxi-CDs
- 2001: Device
- 2007: Synthesize Me
- 2010: Child of Entertainment

### Weitere Veröffentlichungen
- diorama | Accession Records Vol I | you and ice
- diorama | Accession Records Vol II | LSW
- diorama | Accession Records Vol III | the pulse of life
- Klangstabil | Beta Tape | Boba (exclusive song by torben wendt)
- Davos | I Start Mourning EP | what i prefer (torben wendt rmx)
- Frozen Plasma | Emphasize EP | hypocrite (torben wendt rmx)
- Painbastard | No Need To Worry | Torn (vocals by torben wendt)
- Angels And Agony | Unison | Wreckage (torben wendt rmx)
- diorama | Extended Electronics | the rich are all perverted (psychno version)
- Painbastard | Klangfusion EP | Torn (torben wendt rmx)
- SITD | Klangfusion EP | Kreuzgang (diorama rmx feat. Klangstabil and Va:See)
- diorama | shut up and smile forever | Sonic Seducer Mera Luna Sampler 2007
- diorama | mutant city | Zillo Dark Summer 2007 Vol. 2
- In Strict Confidence | Morpheus (diorama rmx)
- Klangstabil | Vertraut (diorama rmx)